# Phaenicophaeus sumatranus
La malcoa ventrerossiccio o malcoa panciacastana (Phaenicophaeus sumatranus Raffles, 1822), è un uccello della famiglia dei Cuculidae.

## Sistematica
Phaenicophaeus sumatranus ha tre sottospecie:
- Phaenicophaeus sumatranus sumatranus
- Phaenicophaeus sumatranus minor
- Phaenicophaeus sumatranus rodolphi

## Distribuzione e habitat
Questo uccello vive nel Tenasserim meridionale, nella Thailandia peninsulare, nella Malaysia peninsulare, negli stati di Sabah e Sarawak, su Singapore, nel Borneo, sulle Isole Natuna e su Sumatra. Più raro su Brunei.